# Guaven-Salbei
Der Guaven-Salbei (Salvia darcyi) ist eine Pflanzenart aus der Gattung Salbei (Salvia) in der Familie der Lippenblütler (Lamiaceae). Dieser Endemit kommt nur im nordöstlichen mexikanischen Bundesstaat Nuevo León vor.

## Beschreibung

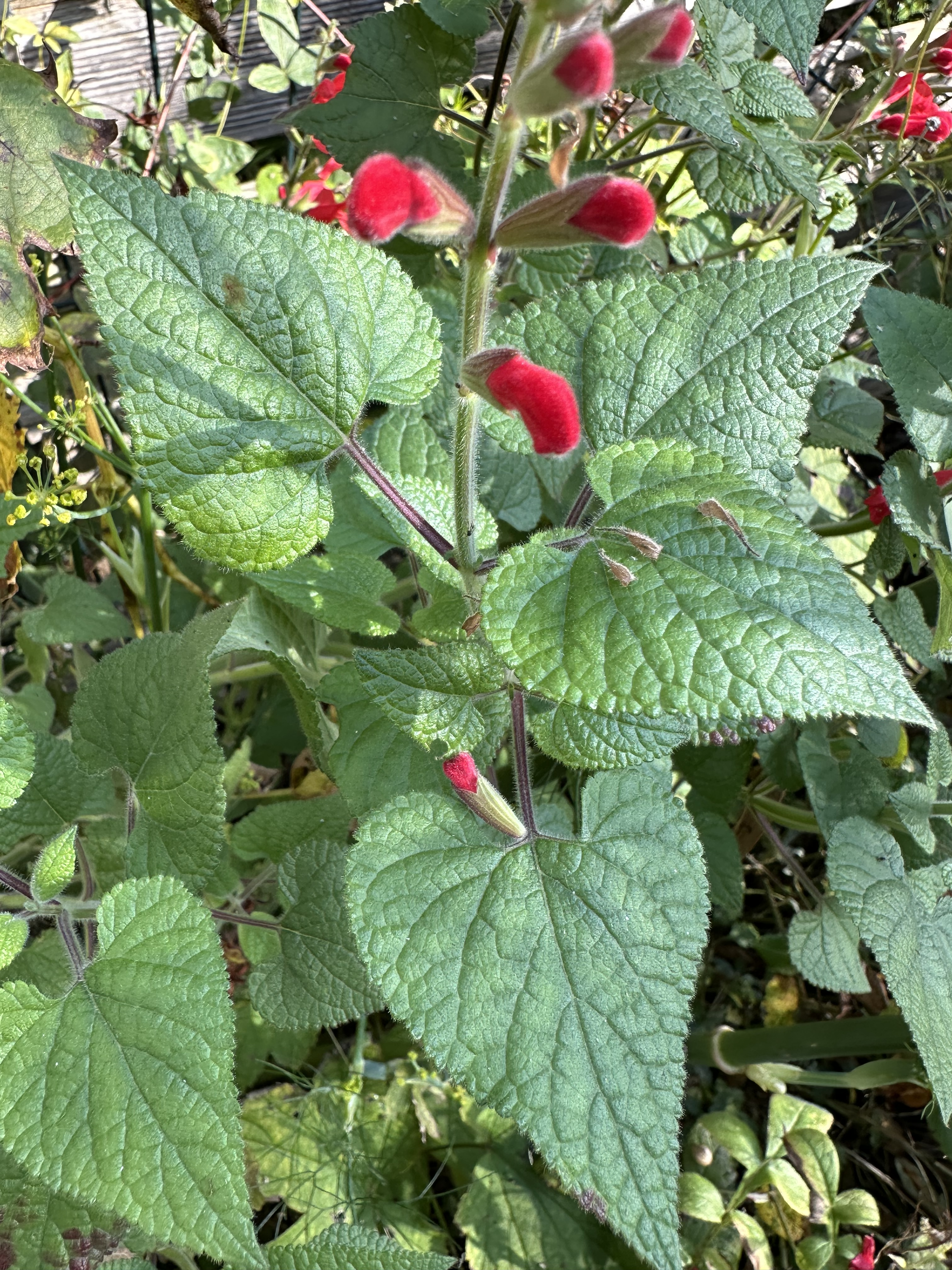
Laubblätter

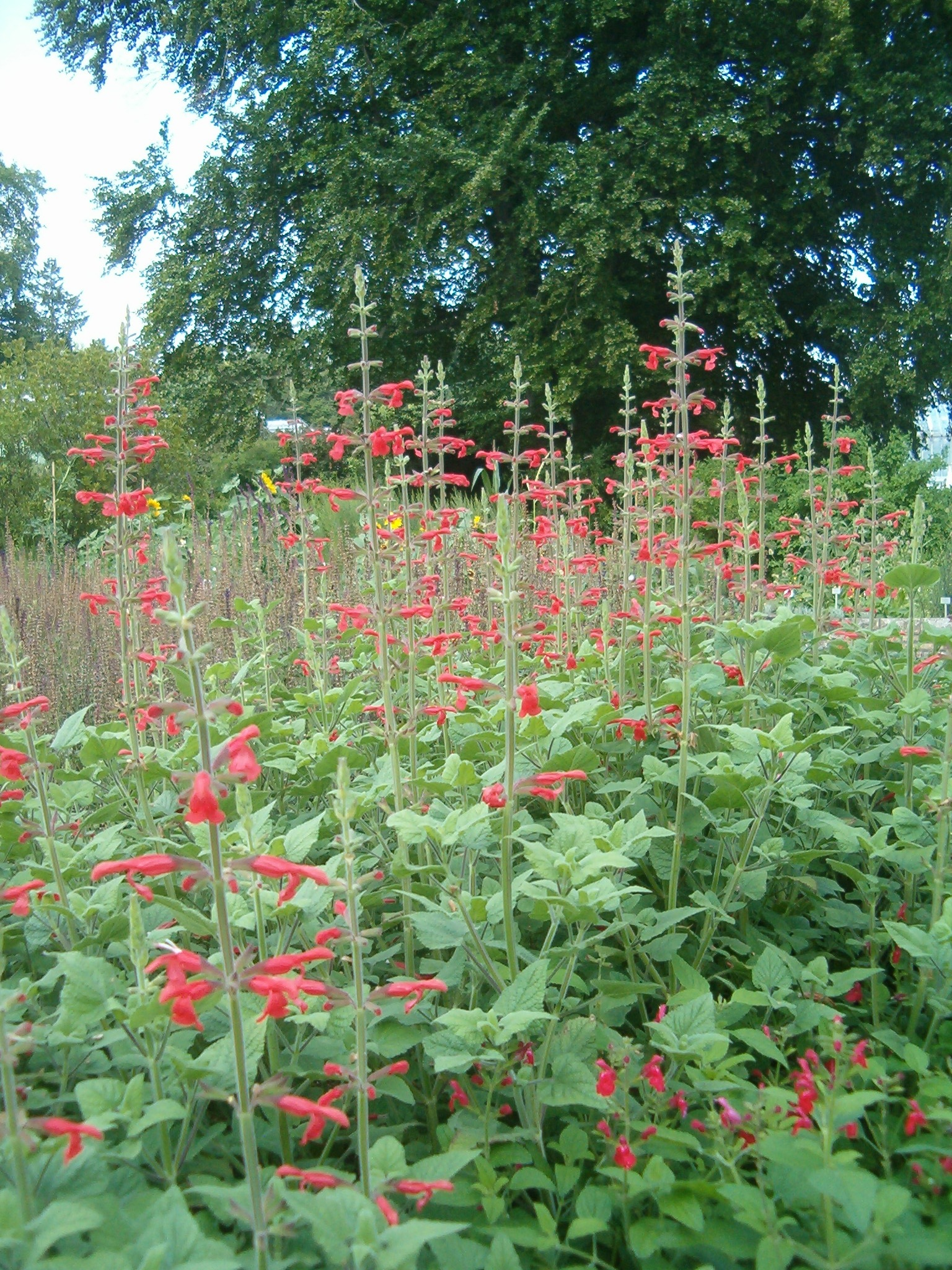
Habitus

### Vegetative Merkmale
Der Guaven-Salbei ist eine sommergrüne ausdauernde krautige Pflanze und erreicht Wuchshöhen von 60 bis 150 Zentimetern. Sie wächst mittels kurzer Ausläufer in die Breite. Alle oberirdischen Pflanzenteile sind drüsig behaart und kleben bei Berührung. Die Stängel sind oben verzweigt, ziemlich spröde und zerbrechlich.
Die gegenständig angeordneten Laubblätter sind in Blattstiel und Blattspreite gegliedert. Die einfache Blattspreite ist an ihrer Basis 4 bis 8 Zentimeter breit, deltaförmig (dreieckig) bis herzförmig und gezähnt, etwa so lang wie breit. Die Blattflächen sind filzig-behaart und grau-grün, auf der Oberseite netzartig geadert.

### Generative Merkmale
Der in der Regel 15 bis 30, manchmal bis 60 Zentimeter lange, aufrechte, traubige Blütenstand enthält Scheinquirle in relativ weiten Abständen. Im Scheinquirl sind sechs Blüten meist in zwei Paaren mit jeweils drei Blüten angeordnet. Zwei kleine Tragblätter befinden sich unterhalb der Blüten.
Die zwittrige Blüte ist zygomorph und fünfzählig mit doppelter Blütenhülle. Die fünf drüsig behaarten Kelchblätter sind trichterförmig verwachsen und der Kelch endet zweilippig. Die fünf hell orangeroten Kronblätter sind zu einer schlanke etwa 2,5 Zentimeter langen Kronröhre verwachsen. Die zygomorphe Blütenkrone endet zweilippig. Die Kronoberlippe ragt gerade nach vorn etwa 1,5 Zentimeter über die Kronröhre hinaus. Die Kronunterlippe ist dreilappig und nach unten gebogen. Zwei bogenförmige Staubblätter liegen innen an der oberen Kronlippe. Der dünne Griffel ist zweigabelig und ragt etwas aus der Blütenkrone heraus.
Die Klausenfrucht zerfällt in vier Teilfrüchte. Die dunkelbraunen, glatten Klausen (Nüsschen) sind bei einer Länge von etwa 3 Millimetern eiförmig.

## Ökologie
Der Guaven-Salbei gehört zu den ornithophilen Pflanzenarten: Kolibris bestäuben die Blüten, d. h. berühren die Pollensäcke und Narben, während sie aus den Blüten Nektar trinken. Bienen werden ebenfalls angelockt, bestäuben aber die Blüten nicht. Die Blüten werden auch von Schmetterlingen wie Agraulis vanillae besucht.

## Vorkommen
Der Endemit Salvia darcyi kommt nur in einem kleinen Gebiet des Gebirgszuges Sierra Madre Oriental im nordöstlichen mexikanischen Bundesstaat Nuevo León vor.
Salvia darcyi wächst auf der östlichen Gebirgseite in Höhenlagen von 2000 bis 2800 Metern, wo das Klima gemäßigt, relativ feucht und regnerisch ist und auch winterliche Frostperioden auftreten. Am natürlichen Standort werden sonnige Waldlichtungen in Bergschluchten zwischen Kalksteinfelsen besiedelt. Die dortigen feinerdereichen Böden sind porös und mäßig nahrhaft. Sie bleiben auch im Sommer meistens frisch.

## Systematik
Erste Pflanzenexemplare wurden 1988 von Carl Schoenfeld und John Fairey in einer Bergregion Mexikos entdeckt, die in Mexiko Pflanzen für ihren Landschaftsgarten sammelten. Wenig später boten schon einige Gärtnereien den Guaven-Salbei unter verschiedenen Namen an. 1991 zeigten Schoenfeld und Fairey den Pflanzenbestand an ihrem natürlichen Fundort einer britischen Expedition, an der auch James Compton teilnahm. Die Erstbeschreibung von Salvia darcyi erfolgte 1994 durch den Botaniker James Compton in The Kew Magazine, Volume 11, Issue 2, S. 52–55. Das Artepitheton ehrt den britischen Botaniker John d’Arcy, einige Jahre nach der Reise, die Compton und er 1991 zusammen in der Region unternommen hatten.
Salvia darcyi wird der Salvia-Untergattung Calosphace zugeordnet. Diese enthält fast 500 in der Neuen Welt beheimateten Arten, mit Zentren der Artenvielfalt in Mexiko, in der Andenregion, im Süden Brasiliens und in Argentinien. Salvia darcyi scheint eng mit der Salbeiart Salvia stolonifera verwandt zu sein, die ebenfalls Ausläufer treibt und eine sehr ähnliche Blütenmorphologie besitzt.

## Verwendung
Der Guaven-Salbei wird als Zierpflanze und in der Küche verwendet. Er eignet sich besonders gut für vollsonnige Standorte in mediterranen Gärten, Kräuterbeeten und nicht zu trockene Felssteppenanlagen. Er wächst schnell und ist pflegeleicht, sofern der Standort sonnig und der Boden durchlässig ist. Wegen der halb verholzenden, brüchigen Stängel sollte ein windgeschützter Standort gewählt werden. Wie viele andere Salbeiarten bildet der Guaven-Salbei ein üppiges Blattwerk und damit verglichen nur eher spärliche Blütenstände. Der Guaven-Salbei gilt dennoch als besonders gartenwürdig aufgrund ihrer hübschen Blattstruktur und der für sommerliche Gartenstauden außergewöhnlichen, extrem warm wirkenden Blütenfarbe. Die Blütenfarbe gilt einerseits als nicht ganz leicht zu integrieren, andererseits als sich mit jedem Rot zu verbindend, das sich in der Nähe befindet, beispielsweise mit dem Rot von Kapfuchsien (Phygelius) und rotblühenden Arten der Gattung Duftnesseln (Agastache).
Die Laubblätter und Blüten können für Kräutertees und zur Aromatisierung von Süßspeisen verwendet werden.
Für eine mexikanische Pflanzenart ist der Guaven-Salbei erstaunlich winterhart. Angaben zur Winterhärte variieren zwischen −7 °C (Zone 9a) und −20 °C (Zone 6b). Zumindest der Neuaustrieb ist aber anfällig für Spätfröste. Staunässe wird generell nicht vertragen, am wenigsten im Winter. Der Guaven-Salbei ist gegenüber verschiedenen Böden und pH-Werten sehr tolerant.
Der Guaven-Salbei trägt im gemäßigten Klima von Juni bis in den Herbst scharlachrote Blüten. Alle Pflanzenteile duften angenehm aromatisch nach Kräutern und tropischen Früchten (Guaven).

## Trivialnamen
Englischsprachige Trivialnamen sind: Darcy’s Mexican sage, Red mountain sage.